# Tyranneau à toupet
Serpophaga subcristata
Espèce
Statut de conservation UICN

 LC  : Préoccupation mineure
Le Tyranneau à toupet (Serpophaga subcristata) est une espèce de passereaux de la famille des Tyrannidae,.

## Systématique et distribution
Cet oiseau est représenté par deux sous-espèces selon la classification de référence du Congrès ornithologique international (version 9.1, 2019) :
- Serpophaga subcristata straminea (Temminck, 1822) : du sud-est du Brésil (sud du Piauí et Bahia) à l'Uruguay ;
- Serpophaga subcristata subcristata (Vieillot, 1817) : de l'est de la Bolivie au sud-ouest du Brésil (Mato Grosso), au Paraguay et au centre de l'Argentine[1],[2],[4].